# Instituto Gonçalo Moniz
O Instituto Gonçalo Moniz (IGM) é um centro brasileiro de pesquisa e ensino da Fundação Oswaldo Cruz situado em Salvador, Bahia. O instituto desenvolve pesquisa científica e provê serviços relacionados ao campo da saúde pública, além de cursos de pós-graduação. O nome da instituição é uma homenagem ao médico soteropolitano Gonçalo Moniz.
O instituto é dirigido pela pesquisadora Marilda Gonçalves.
O surgimento do Instituto Gonçalo Moniz remonta diretamente de outras iniciativas. Em 1915, foi criado em Salvador o Instituto Bacteriológico, Antirrábico e Vacinogênico, depois renomeado para Instituto Oswaldo Cruz e Instituto de Saúde Pública. Em 3 de abril de 1950, foi criada a Fundação Gonçalo Moniz, nas dependências das quais o Instituto Gonçalo Moniz passou a funcionar.